# Buda-Kašaljova
Buda-Kašaljova (bělorusky Буда-Кашалёва, rusky Буда-Кошелёво) je běloruské město, které se nachází v Homelské oblasti a je správním centrem Buda-Kašaljoŭského rajónu. Leží 48 km od Homelského vlakového nádraží na lince Minsk—Homel. Počet obyvatel v roce 2006 dosahoval počtu 9 500 osob.

## Geografie
Nachází se 48 km severozápadně od Homelu, 256 km jiho-východně od Minsku. Železniční stanice je umístěna na trati Homel–Žlobin.

## Historie
Podle písemných pramenů z roku 1824 pouze jako Buda. Byla součástí státního hospodářství v Kašaljovské oblasti Rahačoŭského újezdu Mohylevské gubernie. V provozu byla hospoda.
Ve druhé polovině 19. století získalo jméno Buda-Kašaljova, ale i dnes většina obyvatel rajónu používá starý název – Buda. Na konci 19. století zde žilo asi 500 lidí. V roce 1938 získalo oficiální statut obce v roce 1971 statut města.

## Obyvatelstvo
| 1959  | 1970  | 1979  | 1989  | 1999  | 2009  | 2011  | 2012  | 2013  | 2014  |
| ----- | ----- | ----- | ----- | ----- | ----- | ----- | ----- | ----- | ----- |
| 4 731 | 6 680 | 8 094 | 9 149 | 9 400 | 9 016 | 8 760 | 8 608 | 8 539 | 8 467 |

## Vzdělávání
Nachází se zde střední, hudební i sportovní škola a gymnázium. Ve městě je také Buda-Kašaljovská zemědělsko-technická akademie, která připravuje studenty pro práci v oborech elektrifikace a automatizace, mechanizace zemědělství a technologie.

## Kultura
V provozu je Buda-Kašaljovská umělecká galerie Jaŭseja Jaŭsejeviča Maisejenki (bělorusky Буда-Кашалёўская карцінная галерэя імя Яўсея Яўсеевіча Маісеенкі).

## Známí rodáci
- Valentin Petrovič Drozd (1906—1943) – viceadmirál, po kterém byla pojmenována loď severoruské flotily.

- Igor Fotijevič Kimstač (1930—2010) – sovětský a ruský vojenský činitel, generální major vnitřní služby.

- Aljeksandr Lavrjentěvič Isačenko (1919—1942) – účastník tajných bojů na území Běloruska, tajemník ilegálního Homelského městského výboru komsomol, hrdina Sovětského svazu.